# چکاوک پاشنه‌سیخی
چکاوک پاشنه‌سیخی (نام علمی: Chersomanes albofasciata) نام یک سرده از تیره چکاوک است.